# Михайличенково
Михайличе́нково (каз. Михайличенково) — село у складі Бородуліхинського району Абайської області Казахстану. Адміністративний центр та єдиний населений пункт Андрієвського сільського округу.
Населення — 664 особи (2021; 703 у 2009, 785 у 1999, 864 у 1989).
Національний склад станом на 1989 рік:
- росіяни — 56 %
- німці — 26 %